# Genet
|  | Per a altres significats, vegeu «Elzéar Genet». |

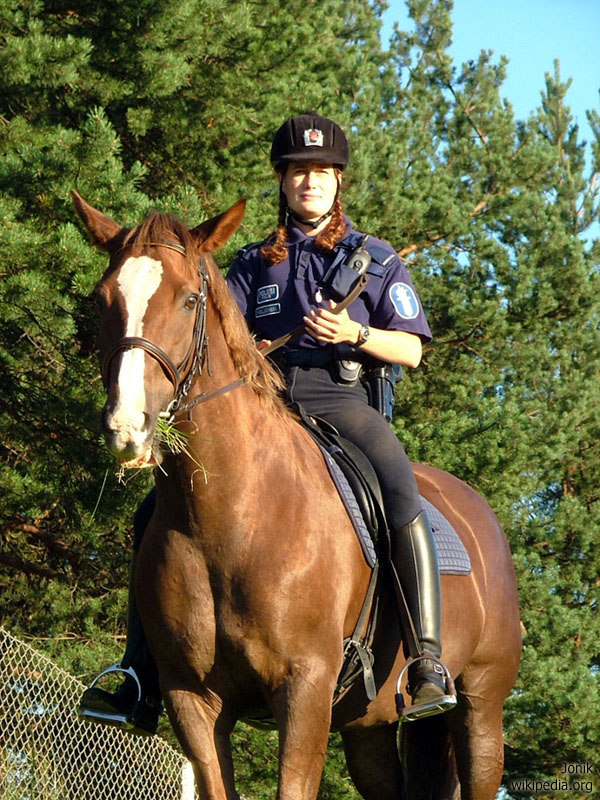
Genet

Un genet (de l'amazic i l'àrab magrebí zenata o zenetha) és una persona que munta un cavall o que demostra una gran habilitat hípica i sobretot si es relaciona amb les seves tasques més freqüents (traginer, domador, etc.). Per referir-se a una dona a cavall s'usen els termes amazona o geneta.
Els zenates eren una «tribu» d'amazics que durant l'edat mitjana va rivalitzar amb una altra no menys important, la dels sanhadja. Els zenates segons sembla es van configurar com ètnia al Sàhara Occidental i al marge nord del riu Senegal, especialment després de la invasió àrab. Aquesta invasió els hauria forçat —entre d'altres qüestions— a adoptar com a part de la seva tàctica l'ús amb gran destresa primer dels dromedaris i camells i, més tard, l'adquisició d'aquestes habilitats es va reforçar quan van poder muntar usualment a cavall, especialment el tipus de cavall àgil i lleuger anomenat cavall àrab. Això els va permetre un lloc de prevalença al Magrib i, sobretot, a l'Espanya medieval dominada pels moros. És a partir de llavors que en castellà s'adjectiva com jinete qui sap caminar a cavall i, especialment, qui domina les pràctiques eqüestres, tal com succeeix amb el gaucho, l'huaso, el llanero, el vaquer o el charro entre d'altres.